# Federació Catalana de Motonàutica
La Federació Catalana Motonàutica és l'organisme rector que ordena, impulsa i dirigeix tota l'activitat esportiva de la motonàutica a Catalunya. Forma part de la Unió de Federacions Esportives de Catalunya.

## Història
A Catalunya, ja es feien competicions motonàutiques des del principi del segle xx, i des de 1911 existia una Associació de Clubs de Mar que aglutinava els principals clubs que es dedicaven als esports nàutics i que organitzaven proves amb embarcacions de motor a Barcelona, Caldes d'Estrac, Mataró, Arenys de Mar, S'Agaró i Tarragona, i el 1923 es va crear la Federació Catalana de Motorisme Marítim, que va ser la precursora de la Federació Espanyola de Motorisme Marítim, la qual va néixer el 1930. En aquesta Federació Espanyola es va crear la delegació territorial llevantinobalear que va tutelar la motonàutica catalana fins que el 1965, la motonàutica s'independitza de Federació Espanyola de Motorisme Marítim i crea una federació espanyola pròpia impulsada pel delegat nacional d'esports espanyol, José Antonio Elola Olaso, tot complint la promesa que havia fet després de l'èxit del Campionat d'Europa de la categoria EU que s'havia celebrat l'agost del mateix any a Sant Feliu de Guíxols. Tres anys més tard, el 1968, neix la Federació Catalana de Motonàutica quan un grup d'amics es va reunir a Barcelona per constituir-la sota la presidència d'Antoni Figueras, que era el president de la delegació regional de la Federació Espanyola a Catalunya. La primera junta directiva de la Federació Catalana va tenir dotze components, entre ells Albert de Virto, que anys després, entre 1971 i 1975, en seria el tercer president. En menys d'un any, la junta es va ampliar diverses vegades, es van crear comissions i hi va entrar, entre d'altres, Santiago de Robert, que el 26 de febrer de 1969 es convertiria en el segon president. 1975 Francesc d'Assís Geli va ser el darrer president de la Federació Catalana designat per les autoritats franquistes i també el primer de l'era democràtica, ja que el 1977 va ser escollit en votació i es va mantenir fins al 1984. Sota la seva presidència, Vilanova i la Geltrú va obtenir la seu del Mundial 3E, que es va disputar el 1985. Després durant els vuit següents es van organitzar fins a cinc campionats del món a Barcelona i Amposta, i es van posar en marxa les primeres competicions de motos aquàtiques, especialitat en la qual el mateix 1992 el Palau Sant Jordi va acollir la primera competició en pista coberta. Amb Alfred Guinart a la presidència, es va augmentar tant l'organització de proves i campionats internacionals com els esportistes campions, tònica que s'ha mantingut. La federació regula i organitza les competicions de les disciplines de motos aquàtiques, llanxes offshore, llanxes pneumàtiques i radiocontrol.

## Presidents

### Antoni Figueras Fuertes (1965-1969)
Abans d'iniciar la seva tasca com a directiu, va competir com a pilot del Reial Club Marítim de Barcelona, aconseguint el subcampionat d'Europa de la classe IT que va conquerir el 1965 a Sant Feliu de Guíxols i cinc títols de campió d'Espanya entre 1965 i 1970. Va ser president i secretari de la Delegació Regional de Catalunya de la Federació Espanyola de Motonàutica i va ser el primer president quan es va constituir la Federació Catalana el 7 de març de 1968, càrrec del qual va dimitir el 26 de febrer de 1969, després d'haver estat nomenat vicepresident de la Federació Espanyola. A finals de juny de 1972 va ser nomenat president Federació Espanyola.

### Santiago de Robert Rocamora (1969-1970)
Va ser, diverses vegades campió d'Espanya de motonàutica en els anys cinquanta i seixanta i un dels primers pilots catalans que va competir a l'estranger. Va presidir la federació entre la primavera de 1969 i el mes de desembre de 1970, va haver de dimitir per incompatibilitat amb altres càrrecs directius que ocupava a la Federació Espanyola

### Albert de Virto Giménez (1971-1975)
Va ser president de la Comissió de Creuers i després de la Comissió d'Offshore de la federació, i a partir del mes de juny de 1969 va ocupar la vicepresidència de la federació, i el 1971 la presidència. Durant el seu mandat, el 1972 es va posar en marxa a Banyoles el Gran Premi de Catalunya.

### Francesc d'Assís Geli Simon(1975-1984)
Va ser designat president de la Delegación Nacional de Educación Física y Deportes el 21 de juliol de 1975. Reelegit democràticament el 1979, va ocupar el càrrec fins al 15 de juny de 1984, quan va dimitir per presentar-se a les eleccions a la presidència de la Federació Espanyola, de la qual era vicepresident des de 1978. Va ser elegit president de la Federació Espanyola el 16 d'octubre del mateix any, i després de ser reelegit el 1988, va mantenir el càrrec fins a finals de 1992, quan ja no es va presentar a la reelecció.

### Àngel Font González (1984-1995)
Practicant de nombrosos esports en la seva joventut, des de l'excursionisme fins a la boxa passant pel tennis de taula, el rem i la vela, va obtenir el títol de capità de iot i va ser soci de molts clubs nàutics, entre aquests el Reial Club Marítim de Barcelona, el Club Nàutic Vilanova i el Club Nàutic l'Ampolla. Va entrar a la federació com a vocal durant la presidència d'Albert Virto, i va ser secretari en la junta de Francesc Geli abans d'arribar a la presidència. Va ser elegit president el 1984 i després de ser reelegit el 1988, es va mantenir en el càrrec fins a finals de 1992, quan va dimitir per optar a la presidència de la Federació Espanyola. Durant el seu mandat, la federació va incorporar les disciplines de radiocontrol i motos aquàtiques. També va ser vicepresident segon de la UFEC entre 1985 i 1989, vicepresident primer entre 1990 i 1992, i vocal de la junta directiva del Comitè Olímpic Català.

### Alfred Guinart Baños (1993-2009)
Durant la seva joventut va practicar el muntanyisme, l'escalada i l'espeleologia. El 1971 va obtenir el títol de patró de iot, el 1972 el de radiotelefonista naval restringit i el 1976 el de capità de iot. És jutge i mesurador nacional de la Federació Espanyola de Motonàutica, monitor de motonàutica, i va intervenir com a comissari en Campionats de Catalunya, d'Espanya i internacionals de totes les disciplines i modalitats. També forma part dels tribunals oficials d'examen de la Generalitat per a l'obtenció dels títols de patró de motonàutica A i B. Va entrar a la federació el mes de març de 1982 com a vocal, i el mes de setembre d'aquell mateix any va ser nomenat tresorer. El mes de juny de 1989 va ser elegit vicepresident i el 24 de febrer de 1993 va ser elegit president. Durant gairebé deu anys va compaginar els seus càrrecs en la Federació Catalana amb d'altres en la Federació Espanyola, ja que en va ser nomenat vocal de la junta directiva el 1984 i tresorer el 1985, càrrec que va ostentar fins que va ser elegit president de la Catalana. També ha estat vicepresident de la Federació Espanyola de Motonàutica en diferents etapes.

### Miquel Mallafré Torra (2009-)
Jutge i mesurador estatal de motonàutica des de 1988 i monitor d'aquest esport des de 2002, va ser membre de l'Assemblea de la Federació Catalana per l'estament de jutges de motos aquàtiques, membre de l'Assemblea General de la Federació Espanyola per l'estament de jutges i de clubs, i membre del Comitè Tècnic i president de la Comissió Esportiva i de la Comissió de Motos Aquàtiques de la Unió Internacional de Motonàutica en dos períodes (1992-1995 i 1997-2000). Va entrar a la Junta Directiva l'any 1984, com a vocal de premsa, després va ser president de la Comissió Esportiva i vicepresident tercer, segon i primer abans de convertir-se en el màxim responsable de la federació. Director de cursa i president de jurat de nombroses curses nacionals i internacionals, també va ser president del Comitè Tècnic i de Jutges de la Federació Espanyola, membre de la Comissió Delegada de l'Assemblea per l'estament de federacions autonòmiques, i membre de la Comissió Pleasure Navigation de la Unió Internacional Motonàutica. També és autor de nombrosos articles periodístics i llibres sobre motonàutica.